# Ангарская деревня
Ангарская деревня — архитектурно-этнографический музей под открытым небом, расположенный на берегу реки Ангары в городе Братске Иркутской области, Россия.

## История
Музей был основан в 1979 году согласно решению Министерства культуры РСФСР. Открыт для посетителей 1 июня 1983 года. Первыми экспонатами музея стали постройки, попадавшие в зону затопления Братской, Усть-Илимской и Богучанской ГЭС.

## Экспозиция

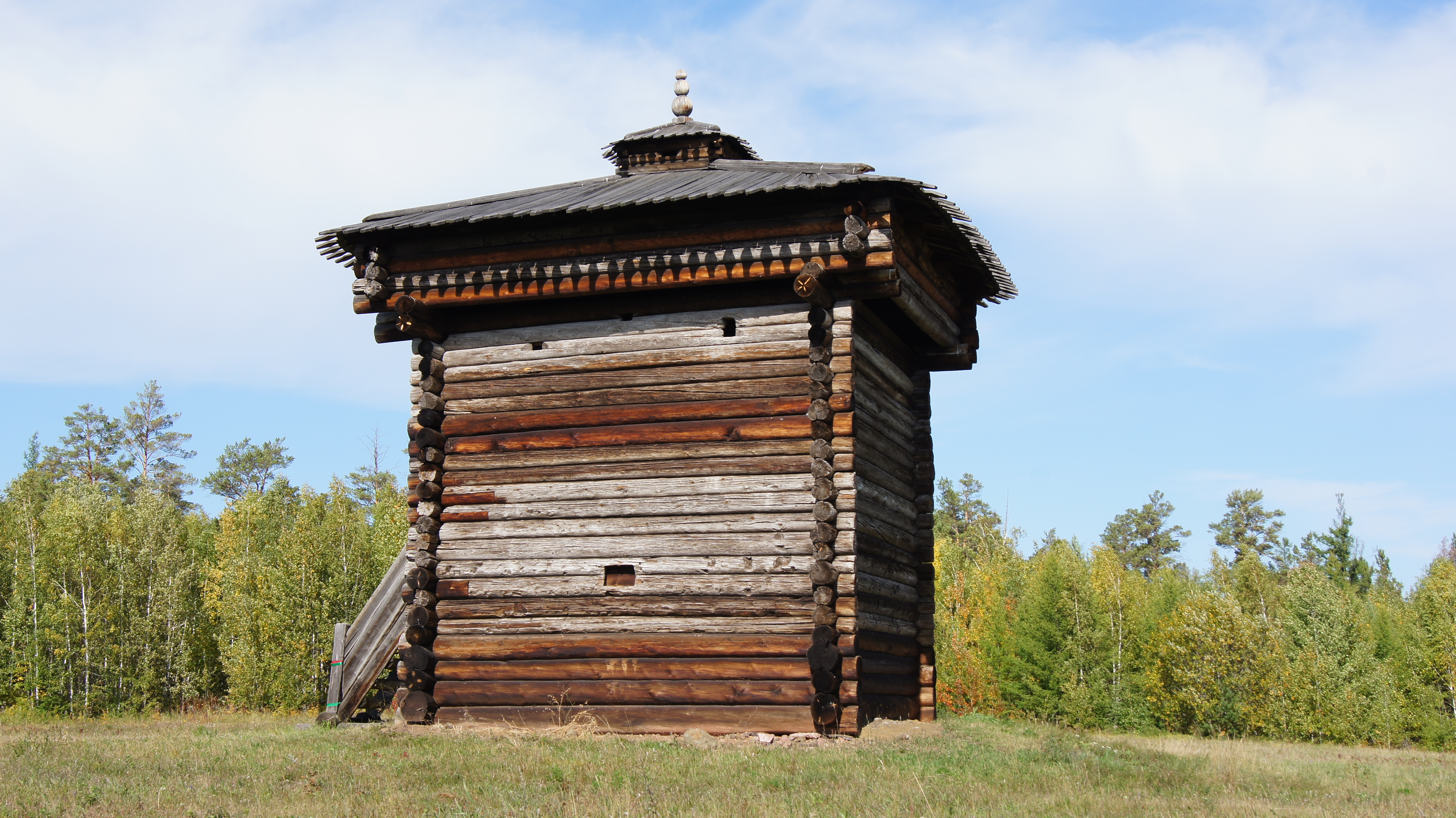
Башня Братского острога, 1654 год

Музей, занимающий площадь в 35 га, включает два сектора — русский и эвенкийский.
Русский сектор представлен многочисленными деревянными постройками XIX — начала XX веков, привезёнными в музей из различных деревень севера Иркутской области. Памятники, включающие четыре крестьянских усадьбы с жилыми и хозяйственными постройками, планировочно сгруппированы в виде старожильческой сибирской деревни. Старейшим памятником музея является башня Братского острога, построенная в 1654 году. Культовые сооружения представлены Михайло-Архангельской церковью 1875 года постройки из деревни Нижнекарелина Киренского района.
В эвенкийском секторе экспонируются традиционные постройки этого народа — жилые, хозяйственные и культовые. Постройки этого сектора являются, в основном, не оригинальными памятниками, а реконструкциями.
Планируется создание археологического сектора, который пока представлен одним диабазовым блоком с изображением эпохи неолита.